# 江東劇場
江東劇場（こうとうげきじょう）は、東京都墨田区江東橋4-27-4 江東楽天地にあった映画館。

## 歴史

### 開館

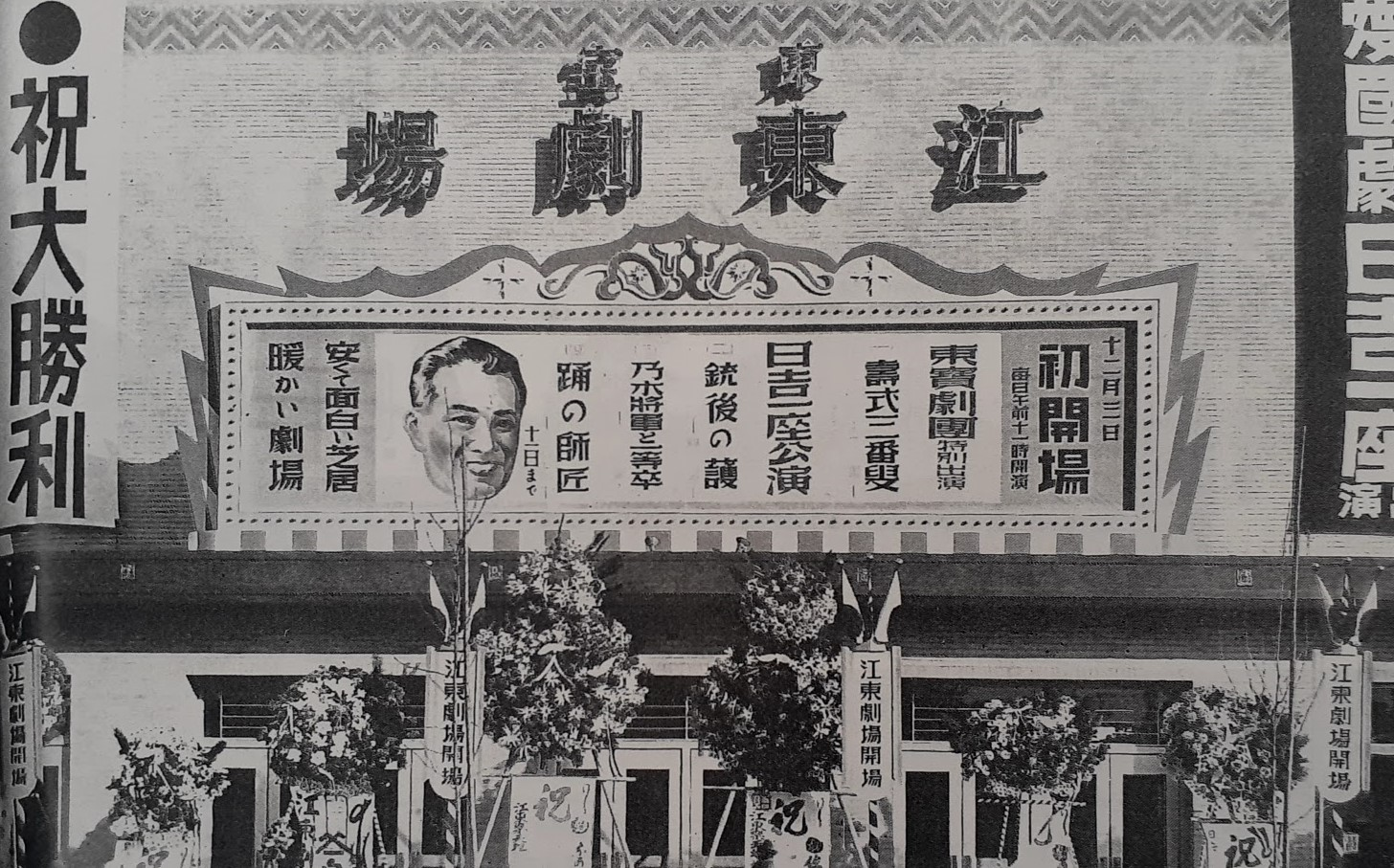
1937年の開館時の江東劇場

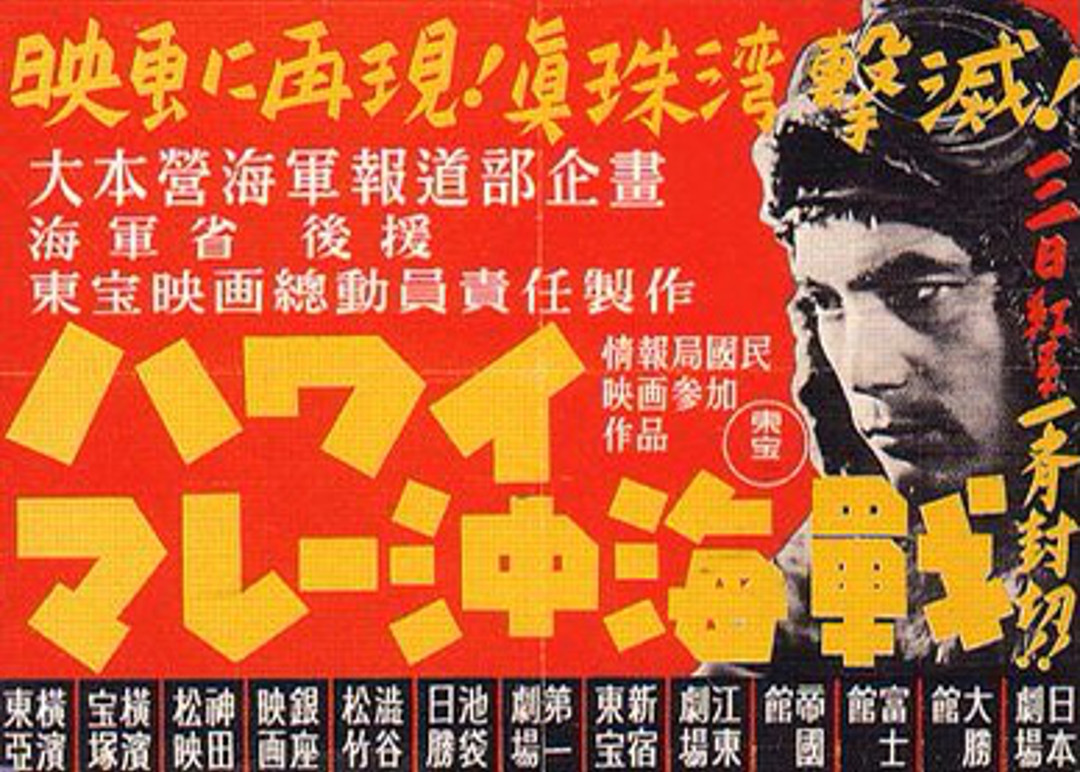
1942年に江東劇場を含む紅系で公開された『ハワイ・マレー沖海戦』

1937年（昭和12年）2月27日、株式会社東京宝塚劇場（現・東宝株式会社）社長の小林一三によって株式会社江東楽天地（現在の株式会社東京楽天地）が創設された。株式会社江東楽天地は汽車製造合資会社東京支店（現在の川崎重工業株式会社）工場跡地に総合レジャー施設として江東楽天地を建設。同年11月22日には江東劇場が竣工し、12月3日に本所映画館と合わせて開館、12月5日から普通興行が行われた。施工は竹中工務店。
江東劇場と本所映画館はいずれも定員1500人の大劇場であり、本所映画館は映画専門劇場、江東劇場は実演（芝居）と映画の双方を行う劇場だった。江東劇場や本所映画館の東側には遊園地などが開設されている。開館記念興行は東宝劇団による「寿式三番叟」、日吉良太郎一座による「銃後の護」「乃木将軍と一等卒」「踊の師匠」。
1938年（昭和13年）夏には東宝の若手俳優陣が東宝新興劇を旗揚げし、江東劇場における「お化け大会」が大ヒットを記録した。同年6月には武智豊子によって、江東劇場で武智豊子一座が旗揚げされたが、1939年（昭和14年）3月には一座が解散している。1939年（昭和14年）3月31日には東宝封切館となった。映画産業の戦時統制によって1942年（昭和17年）に映画配給社が設立されると、江東劇場は紅系封切館に区分された。1945年（昭和20年）3月10日には東京大空襲に遭い、隣接する本所映画館は焼失を免れたものの、江東劇場は焼失した。

### 戦後

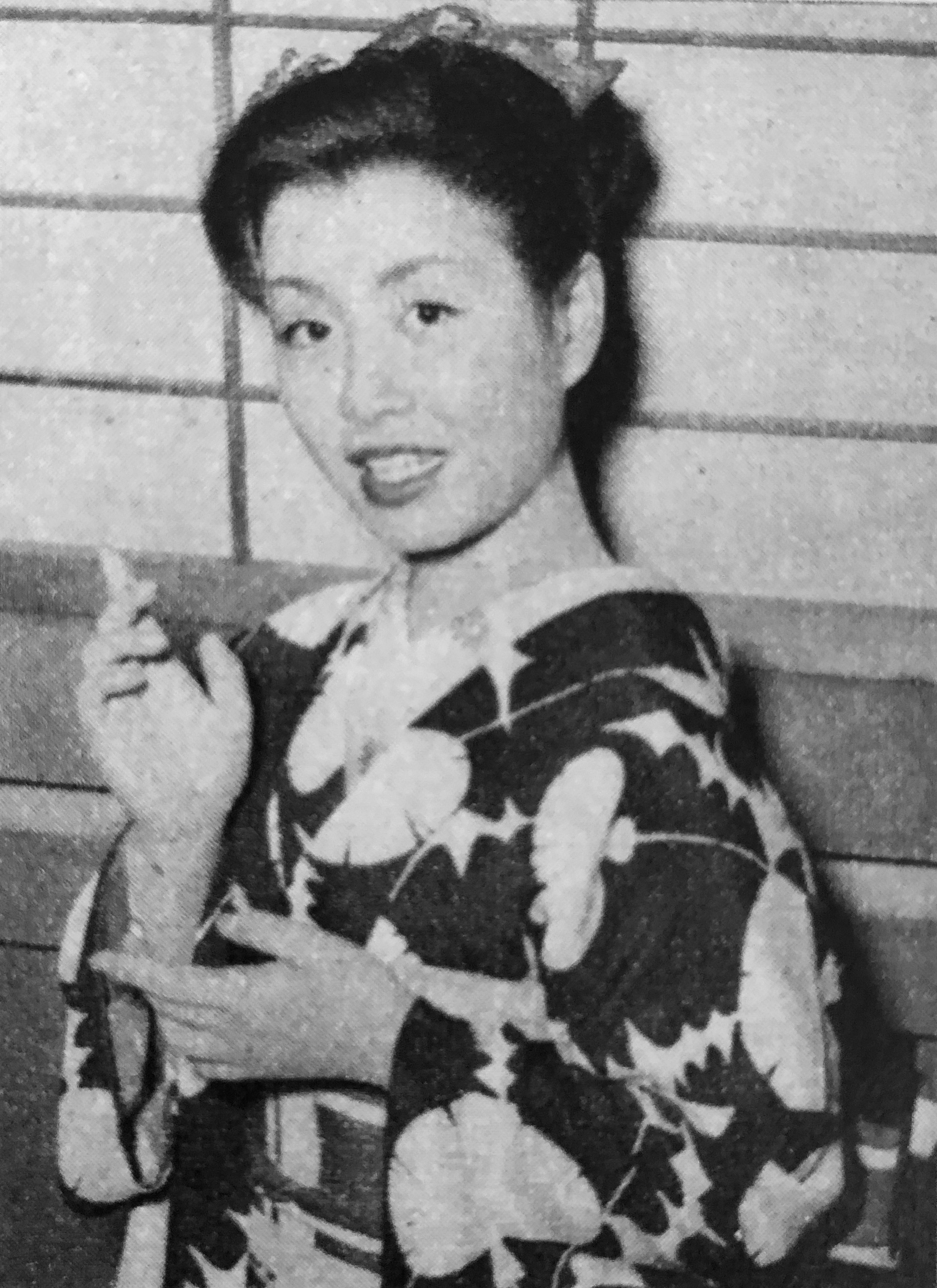
江東劇場でも人気を博した美空ひばり

1946年（昭和21年）1月1日、清水組の施工による復旧工事が完成して再開館した。この際には松竹・大映の選択封切館となっている。1947年（昭和22年）4月には宝塚歌劇団が活動を再開したが、有楽町の東京宝塚劇場は進駐軍に接収されていたため、江東劇場を含めた複数の劇場で東京公演が行われた。1948年（昭和23年）4月から5月には雪組の公演が、7月から8月には月組の公演が、11月には雪組の公演が行われた。1949年（昭和24年）3月から4月には花組の公演が、7月から8月には月組の公演が、9月には星組の公演が、11月には月組の公演が行われた。1951年（昭和26年）6月には星・月組の公演が行われた。
戦後の江東劇場は新人歌手の登竜門として知られ、江東劇場での公演が成功すると歌手として大成するというジンクスもあった。江東劇場から羽ばたいていった歌手にはフランク永井、三橋美智也、島倉千代子らがいる。1953年（昭和28年）5月に美空ひばりが初出演した際には、動員数・興行収入ともに新記録を樹立した。同年6月3日には横25.5尺×縦16.5尺という日本初のワイドスクリーンが設置された。その後数年間にわたって、美空ひばりは毎年ゴールデンウィークに江東劇場で公演し、「トイレに行く人は群衆の頭の上に持ち上げられ、荷物のように順送りで運ばれていった」という逸話が生まれるほどの人気を誇った。
1963年（昭和38年）5月15日には江劇ビルの建設工事が始まり、同年10月31日には新たな江東劇場が入る江劇ビルが完成した。1964年（昭和39年）の『映画便覧 1964』によると江東劇場は定員1384を有する映画館であり、東宝作品を上映していた。1963年（昭和38年）12月22日には江劇ビルの4階に囲碁・将棋ホール、ビリヤード場、麻雀荘が、屋上に洋弓場が開場している。1965年（昭和40年）11月10日には洋弓場が閉場し、12月28日には楽天地バッティングセンターが開場した。1979年（昭和54年）11月16日には楽天地卓球ホールが開場した。
1982年（昭和57年）の『映画館名簿 1982』によると江東劇場は定員1162を有する映画館であり、東宝作品を上映していた。単独施設時代の江東劇場は1983年（昭和58年）10月30日に閉館した。

### 楽天地ビルの映画館

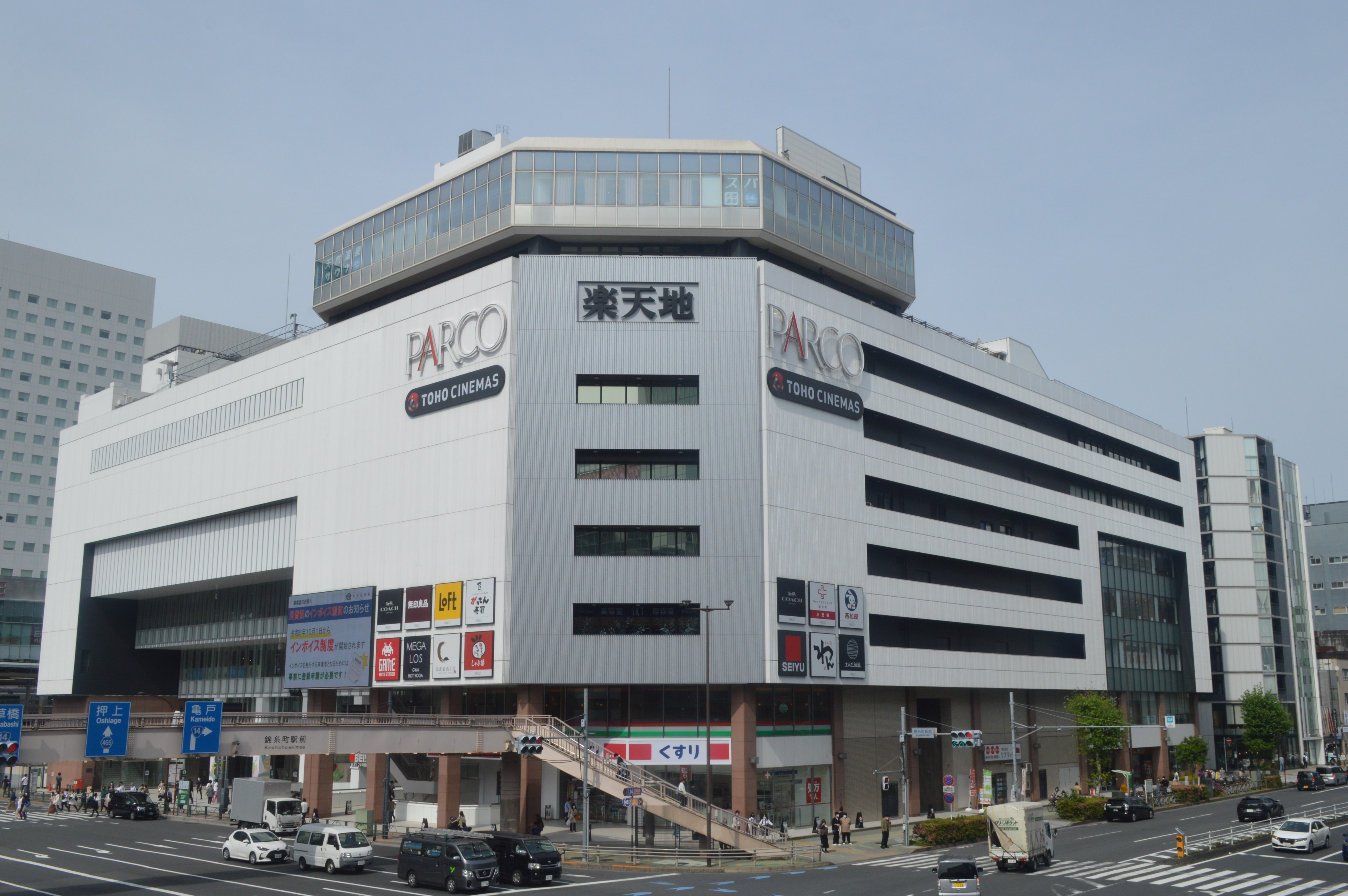
跡地にある楽天地ビル

1983年（昭和58年）11月1日には4スクリーンの映画館を有する楽天地ビルが部分開業したが、うち1スクリーンには江東劇場の名が付けられた。1999年（平成11年）7月10日には楽天地ビル内の映画館が錦糸町シネマ8楽天地としてまとめられ、江東劇場の名が消えた。